# Díocles de Carist
|  | Per a altres significats, vegeu «Díocles de Carist (desambiguació)». |

Díocles de Carist (grec antic: Διοκλῆς ὁ Καρύστιος, llatí: Diocles Carystius) fou un famós metge grec nascut a Carist (Eubea) que probablement va néixer a finals del segle iv aC, no gaire després del temps d'Hipòcrates. Segons Plini el Vell, en renom i en edat Díocles venia a continuació d'Hipòcrates.
Formava part de l'Escola dogmàtica, una de les escoles de medicina més importants del món grecoromà. Hi ha hagut autors que han atribuït a Díocles l'honor d'haver estat el primer de distingir entre venes i artèries, però no sembla cert, ni tampoc que hi hagi cap altre descobriment important que es degui a ell.
Va escriure diverses obres de medicina, avui perdudes, de les quals Galè, Celi Aurelià, Oribasi i altres han preservat fragments. El fragment més llarg conservat és una carta dirigida al rei Antíoc intitulada Ἐπιστολὴ Προφυλακτική ('Carta sobre com preservar la salut'), que Pau d'Egina inclou en el seu llibre de medicina i probablement anava dirigida a Antígon II Gònates, rei de Macedònia mort el 239 aC. Pel tema, aquesta carta sembla a d'altres atribuïdes a Hipòcrates, i parla de les dietes que cal seguir durant les estacions de l'any.